# Privatbrauerei Sterk
Die Privatbrauerei Sterk ist eine kleine Traditionsbrauerei in Raigering, einem Stadtteil von Amberg in der Oberpfalz.
Der Kurfürst Maximilian Emanuel verlieh am 30. Januar 1723 die Braugerechtigkeit an den kurfürstlichen Kämmerer und Vice-Statthalter in Amberg, Johann Tobias Ignatz Nytz, Graf von Wartenburg. Der noch heute bestehende Felsenkeller wurde bereits damals erbaut. Seit 1894 ist die Brauerei im Besitz der Familie Sterk.

## Biersorten
Heute werden von dem Familienbetrieb folgende Sorten angeboten:
- Raigeringer Edelhell
- Raigeringer Pils
- Raigeringer Festbier
- Raigeringer Weiße
- Leichte Weiße
- Schwarze Weiße
- Raigeringer Doppelbock – Trunk der Panduren
- EXX – und hopp
- Raigeringer Zoigl
- Pandurenblut